# Адам Белл, Клим из Клу и Уильям из Клоудсли
Адам Белл, Клим из Клу и Уильям из Клоудсли (англ. Adam Bell, Clim of the Clough and William of Cloudesley, Child 116, Roud 3297) — народная баллада английского происхождения, тематически примыкающая к корпусу баллад о Робин Гуде. В печати самые ранние её фрагменты появляются в 1536 году. Далее она издавалась дважды в 1540-х, в 1557-8, 1582, 1586, 1594 годах.
Первые две песни с незначительными сокращениями и изменениями под названием «Три лесных стрелка» перевёл на русский язык Игнатий Михайлович Ивановский.

## Сюжет
1 песнь. В Инглвудском лесу обитают трое йоменов, объявленных вне закона за охоту на королевского оленя. У одного из них, Уильяма, в Карлайле остались жена и трое сыновей, и он решает их навестить, несмотря на предостережения своих названых братьев, Клима и Адама. Уильяму удаётся проникнуть к себе в дом, но его замечает старуха, которая сообщает о появлении йомена судье и шерифу. Те собирают вооружённых людей и окружают дом. Уильям запирается с детьми и женой в верхней комнате и отстреливается; судью от стрелы спасает крепкий доспех. Шериф приказывает поджечь дом, и стрелку приходится спустить свою семью из окна на канате из простыней. Когда у него кончаются стрелы, а тетива лопается от жары, Уильям выбирается из горящего дома с мечом и продолжает бой. Его удаётся пленить, только набросив на него «окна и двери». Одновременно со строительством виселицы шериф приказывает закрыть все городские ворота, чтобы Адам Белл и Клим из Клу не смогли помешать правосудию. О грядущей казни узнаёт мальчик-свинопас. Он выбирается из трещины в стене и приносит весть лесным стрелкам, которые тут же отправляются в город.
2 песнь. Адам и Клим обнаруживают, что ворота Карлайла закрыты, и решают выдать себя за королевских гонцов при помощи письма с печатью. Привратник впускает йоменов и тут же погибает от их руки. Достигнув площади, те видят, что казнь готова начаться. От первого выстрела братьев погибают шериф и судья; они развязывают Уильяма и все вместе с оружием в руках расчищают себе путь из города. Вечером, весело пируя в лесу, они находят жену Уильяма, Элис, которая пришла в лес, думая, что её муж погиб.
3 песнь. Уильям предлагает стрелкам получить королевское прощение и они втроём, взяв с собой старшего сына Уильяма, отправляются в Лондон. Во время аудиенции король сперва хочет их повесить за браконьерство, но за йоменов заступается королева. Король уступает жене, объявляя стрелкам прощение. Затем, во время трапезы, прибывают вести из Карлайла, о массовом убийстве королевских служащих. Король жалеет о поспешном решении, но не может взять свои слова обратно. Он желает увидеть мастерство стрелков и устраивает лучный смотр. Трое йоменов показывают безупречный результат. Уильям говорит, что у них принято использовать не такие широкие мишени, и стрелой расщепляет надвое ореховый прутик. Король поражён его искусством, но йомен предлагает дальнейшую демонстрацию: он поставит яблоко на голову своему сыну и попадёт туда. В ответ король заверяет того, что в случае неудачи все трое стрелков будут повешены, несмотря на недавнее прощение. Выстрел Уильяма оказывается успешным. Видя такие навыки, король берёт йоменов себе на службу. Они отправляются в Рим и получают отпущение грехов из рук папы.

## В культуре
В XVI—XVII веке этот сюжет был известен очень широко и мог соперничать в популярности с историями о Робин Гуде. В комедии Шекспира «Много шума из ничего» (1598-9) Бенедикт упоминает Адама Белла в контексте непревзойдённого лучного мастерства:
|  | …повесьте меня, как кошку, в кувшине и стреляйте в меня. И кто в меня попадет, того можете хлопнуть по плечу и назвать Адамом Беллом.Перевод Т. Щепкиной-Куперник |

…hang me in a bottle

like a cat and shoot at me; 

and he that hits me, 

let him be clapp'd 

on the shoulder and call'd Adam.